# I Sing the Voice Impossible
I Sing the Voice Impossible è il sesto album da solista di Bernardo Lanzetti. È stato prodotto nel 1998 da Dario Mazzoli

## Tracce
1. Radio Shanghai – 4:44
2. She's Gonna Rock You – 3:22
3. Come Again – 4:03
4. Can You Dance To It? – 4:45
5. Simple As The Weather – 3:52
6. I Sing the Voice Impossible – 4:56
7. In the Fine Art of Lovin – 4:27
8. ?tI oT ecnaD uoY naC – 3:00
9. I Sing Some More – 3:34
10. Horse's Neck – 4:13

## Musicisti
- Dario Mazzoli: basso;
- Giancarlo Porro: sassofono;
- Giovanni Massari: batteria e percussioni;
- Marco Colombo: chitarre;
- Valerio Scrignoli: chitarre;
- Angela Baggi: voce.